# Don't Wanna Dance
"Don't Wanna Dance" é uma canção da cantora e compositora dinamarquesa MØ. A canção foi lançada como um download digital na Dinamarca, em 17 de janeiro de 2014, por meio da Chess Club e RCA Victor como o quinto single de seu álbum de estréia No Mythologies to Follow (2014). A canção chegou ao número 25 no Danish Singles Chart.

## Lista de faixas
| Digital download |                     |                    |                           |         |  |
| N.º              | Título              | Compositor(es)     | Produtor(es)              | Duração |  |
| 1.               | "Don't Wanna Dance" | Karen Marie Ørsted | Ronni Vindahl James Dring | 3:17    |  |

## Gráfico de desempenho

### Gráficos semanais
| Gráfico (2014)              | Melhor posição |
| --------------------------- | -------------- |
| Bélgica (Ultratip Flanders) | 59             |
| Dinamarca (Tracklisten)     | 42             |

## Histórico de lançamento
| Região    | Data                  | Formato          | Gravadora             |
| --------- | --------------------- | ---------------- | --------------------- |
| Dinamarca | 17 de janeiro de 2014 | Download Digital | Chess Club RCA Victor |

## Certificações
| País                                                                        | Certificação | Certificações e vendas |
| --------------------------------------------------------------------------- | ------------ | ---------------------- |
| Dinamarca (IFPI Dinamarca)                                                  | Ouro         | 15,000^                |
| ^apenas com base na certificação ‡vendas+streaming com base na certificação |              |                        |